# 페뉴치
페누치(Penuche)는 흑설탕, 버터, 우유, 호도 따위를 넣고 만드는 사탕이다.